# Al Kuwait Kaifan
Al Kuwait Sporting Club – kuwejcki klub piłkarski z siedzibą w Kaifan, przedmieściu miasta Kuwejt.

## Historia
Początki Al Kuwait Sporting Club sięgają 1947, kiedy to został założony klub Al-Ahli SC. 20 października 1960 w miejsce Al-Ahli został założony nowy klub Al Kuwait. W 1961 klub przystąpił do nowo utworzonej ligi kuwejckiej, w której inauguracyjnej edycji zajął trzecie miejsce. W latach 1965–2013 Al Kuwait zdobyło mistrzostwo 11-krotnie. 
Również w rozgrywkach o Puchar Emira Kuwejtu Al Kuwait odnosiło sukcesy, wygrywając te rozgrywki 9-krotnie. Na arenie międzynarodowej największym sukcesem Al Kuwait było dwukrotne wygranie Pucharu AFC w 2009 i 2012. 

## Sukcesy
- Mistrzostwo Kuwejtu (19): 1965, 1968, 1972, 1974, 1977, 1979, 2001, 2006, 2007, 2008, 2013, 2015, 2017, 2018, 2019, 2020, 2022, 2023, 2024.
- Puchar Emira Kuwejtu (9): 1976, 1977, 1978, 1980, 1985, 1987, 1988, 2002, 2009.
- Crown Prince Cup (5): 1994, 2003, 2008, 2009, 2011.
- Puchar Al Kurafi (1): 2005.
- Puchar AFC (2): 2009, 2012.

## Reprezentanci kraju grający w klubie
| - Dżarrah al-Atiki - Baszszar Abd Allah - Fahd Awad Szahin - Abd al-Aziz al-Anbari - Jakub at-Tahir - Osama Nabih - Sami El-Sheshini - Chadi Hammami - Issam Jemâa - Ziad Jaziri | - Dżihad Al Hussain - Mohamed Armoumen - Maurito - André Macanga - Abdulla Al Marzooqi - Talal Yousef - A'ala Hubail - Hussain Ali Baba - Lassana Fané |

## Trenerzy klubu
| - John Cartwright (1995-1997) - Ołeh Bazyłewycz (1996) - Slobodan Pavković (1996-97) - Rainer Bonhof (2001–02) - Ján Pivarník (2002–03) - Saleh Zakaria (2003) - Gilberto (2003–04) - Saleh Zakaria (2004) - Mohamed Abdullah (2004) - Theo Bücker (2005) - Rodion Gačanin (2005-2006) - Mohamed Abdullah (2006) - Willem Leushuis (2006–07) | - Mohamed Abdullah (2007) - Rodion Gačanin (2007-2008) - Radmilo Ivančević (2008) - Laurent Banide (2008-09) - Néstor Clausen (2009) - Mohamed Abdullah (2009) - Arthur Bernardes (2010) - Mohamed Abdullah (2010) - José Romão (2010-11) - Dragan Talajić (2011-12) - Mohamed Abdullah (2012) - Marin Ion (2012-) |